# Río Maitena
El río Maitena es un río de montaña del sur de la península ibérica perteneciente a la cuenca hidrográfica del Guadalquivir, que discurre por Sierra Nevada, en la provincia de Granada, España. 

## Curso
El Maitena nace a los pies del Puntal de los Cuartos (3154m.), cerca del nacimiento del río Vadillo, y discurre paralelo al curso del Genil, por un recorrido sinuoso y pendiente a lo largo de unos 18 km. hasta su desembocadura en el Genil cerca de la localidad de Güéjar Sierra, aguas arriba del embalse de Canales.
La cuenca alta del Maitena está dentro de los límites del Parque Nacional de Sierra Nevada, la Zona especial de conservación (ZEC), la Zona de especial protección para las aves (ZEPA) y de la Reserva de la Biosfera homónimas. Asimismo, junto con los ríos Valdeinfierno, Valdecasillas, Guarnón, Vadillo y Real entre otros, forma parte de la Reserva Natural Fluvial del Nacimiento del Río Genil. Se trata, por tanto, de una zona de gran valor natural y poca alteración antrópica. Tanto el cauce como la vegetación de ribera se encuentran en muy buen estado de conservación, destacando la sauceda negra de Salix atrocinerea.